# Крістіан Бонілья
Крістіан Бонілья (ісп. Cristian Bonilla, нар. 20 червня 1993, Манісалес) — колумбійський футболіст, воротар клубу «Ла Екідад».

## Клубна кар'єра
У дорослому футболі дебютував 2010 року виступами за команду клубу «Бояка Чико», в якій провів два сезони, взявши участь у 30 матчах чемпіонату. 
Своєю грою за цю команду привернув увагу представників тренерського штабу клубу «Атлетіко Насьйональ», до складу якого приєднався 2012 року. Відіграв за команду з Медельїна наступні три сезони своєї ігрової кар'єри.
До складу клубу «Ла Екідад» приєднався 2015 року.

## Виступи за збірні
2010 року дебютував у складі юнацької збірної Колумбії.
Протягом 2011–2013 років залучався до складу молодіжної збірної Колумбії. На молодіжному рівні зіграв у 16 офіційних матчах.

## Досягнення
- «Атлетіко Насьйональ»

Чемпіон Колумбії (4): 2013-I, 2013-II, 2014-I, 2015-II
Володар Кубка Колумбії (3): 2012, 2013, 2016
Володар Суперліги Колумбії (2): 2012, 2016
Володар Кубка Лібертадорес (1): 2016
Володар Рекопи Південної Америки (1): 2017
- Колумбія

Чемпіон Південної Америки (U-20): 2013
Бронзовий призер Кубка Америки: 2016